# 로도스도 전기
《로도스도 전기》(일본어: ロードス島戦記, "Lodoss Island War Chronicle")는 일본의 작가인 미즈노 료가 1988년에 쓴 판타지 소설이다. 포세리아라는 독자적인 세계관이 배경이며 Group-SNE에 의해서 RPGs으로도 제작된다. 일본에서 상업적으로 크게 성공한 초기 판타지 소설로서 한국에서도 번역되어 양산형 판타지 소설 일명 양판소에도 많은 영향을 주었다. 그 대표적인 것이 영웅인 주인공 전사와 히로인인 엘프와의 사랑 이야기이다.

## 기본
기본적으로 톨킨의 세계관을 밑바탕으로 TRPG인 D&D, AD&D의 방식을 혼합하여 소드 월드 RPG를 만들었다.
대강의 줄거리는 태고에 대지모신 마파와 파괴신 카디스의 싸움에 의해 생겨난 로도스라는 섬을 배경으로 악역인 '마모'의 세력과 그에 맞서는 주인공 일행의 모험과 기사인 주인공과 엘프인 히로인의 사랑 이야기도 나온다. 기사와 마법사, 사악한 흑마법사, 마물을 이끄는 제왕 등 전형적인 선과 악의 싸움으로 표현되는 소설 같지만 악역인 '마모' 세력도 나름대로 신념을 가지고 행동하는 등 등장 인물의 입체적인 설정과 묘사가 돋보인다.
또한 후속편에서는 로도스 섬 뿐만 아닌 바깥의 대륙에서도 이야기가 전개된다.

## 한국에서의 출판
한국에서는 1995년에 들녘에서 《마계마인전》이란 제목으로 냈다. 그 외에 외전 《하이 엘프의 숲》, 속외전 격인 《암흑의 기사》가 정식 출판되었다. 속편이라고 할 수 있는 크리스타니아 시리즈도 출판되었으며, 영웅왕 환과 벨드를 비롯한 6영웅이 활약하던 마신전쟁 시기를 다룬 《로도스도 전설》 또한 정식 발매된 적 있다.
2012년 10월 5일 개정 한정판이 들녘에서 판매되었으나 오탈자 문제가 있었고 그 후 일반판이 발매될 때에 개선되었다.
2013년 6월 26일 카도카와 서점은 로도스도 전기 25주년 기념으로 호화판 로도스도 전기를 11월 1일에 발매하겠다고 발표했다. 그 중 첫번째 작품인 회색의 마녀에 약 50페이지 정도의 대폭적인 추가된 내용이 있었으나 한글판으로는 아직 반영이 안되었다.

## 다른 매체
소설, 애니메이션, 만화, 컴퓨터 게임, TRPG 등 여러 장르로 활용되었다.